# Рио-Гранде-Сити
Рио-Гранде-Сити (англ. Rio Grande City) — город в США, расположенный на юго-западе штата Техас, административный центр округа Старр. По данным переписи за 2010 год число жителей составляло 13 834 человека, по оценке Бюро переписи США в 2017 году в городе проживало 14 518 человек.

## История

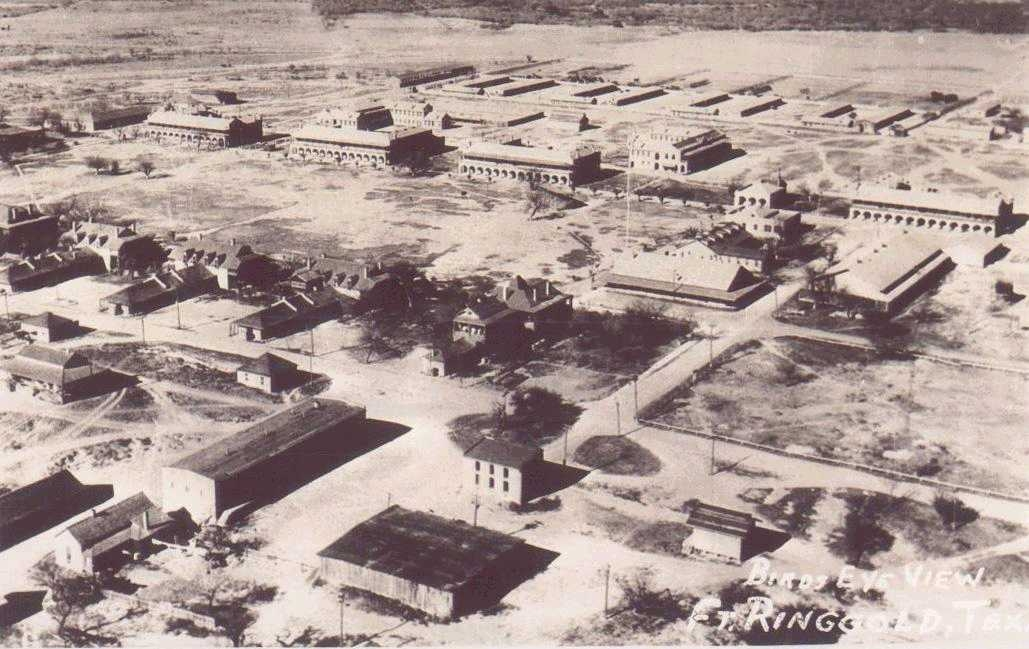
Форт-Ринголд в период его расцвета.

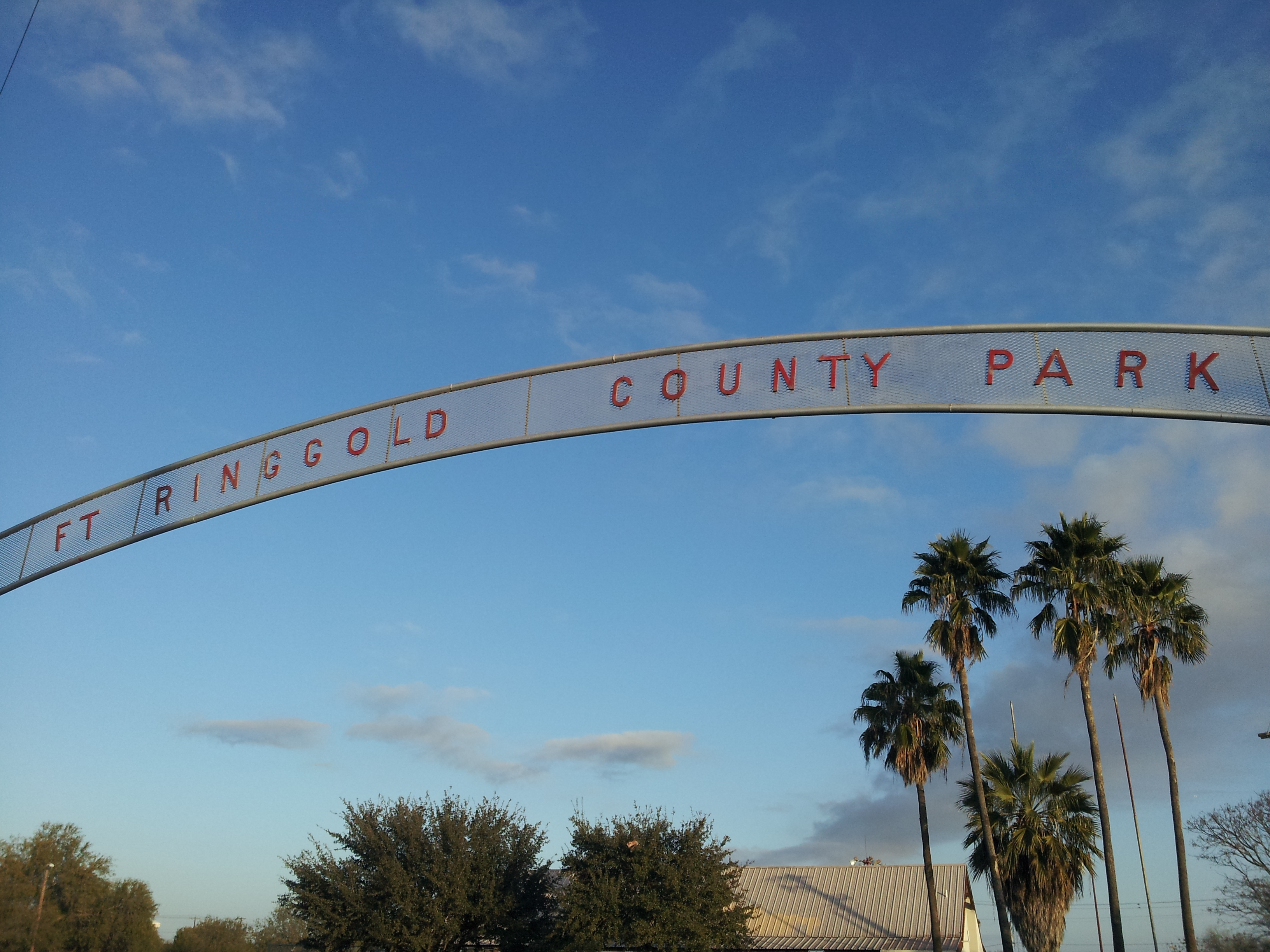
Окружной парк Форт-Ринголд в память о крепости. На месте бывшей крепости располагается школа.

В 1762 году Хосе Антонио де ла Гарза Фалкон организовал ранчо на территории нынешнего города. В 1847 году Генри Клей Дэвис, муж внучки де ла Гарзы, использовал часть доставшихся ему в наследство земель для создания города с широкими улицами по образу столицы Техаса, Остина. Основанная год спустя крепость Форт-Ринголд обеспечила необходимую безопасность региона. В 1849 году в городе открылось почтовое отделение, которое в 1895 году было переименовано в Риогранде, при этом название города не поменялось. Несмотря на отсутствие сухопутных путей к городу, пассажирские и грузовые корабли помогли наладить отношения с Новым Орлеаном. К 1884 году в городе работали доктор, два юриста, салун, три плотника, несколько магазинов, производитель карет, фармацевт, два кузнеца, две церкви, школа, портной, мебельщик, мельница и гостиница.
Межрасовые отношения всегда были напряжёнными с момента создания города, и в 1888 году это вылилось в конфликт из-за смерти мексиканского заключённого, задержанного шерифом округа, от рук белого пограничника. На стабилизацию ситуации властями штата было послано подкрепление из крепости Ринголд и протест постепенно сошёл на нет. В 1899 году некоторые солдаты Девятого полка кавалерии США, состоявшего из темнокожего населения, произвели выстрелы в сторону города при сообщениях об атаке гражданских лиц на гарнизон. Расследование не прояснило ситуацию, однако в итоге полк был перемещён из форта Ринголд.
В августе 1926 года жители города проголосовали за образование органов местной власти, однако за несколько лет Великой депрессии город задолжал значительную сумму денег и горожане проголосовали за отмену местного самоуправления. Нефтяной и газовый бум 1930-х годов позволил увеличить число статей доходов города, в которые также входил экспорт товаров в Мексику, производство строительных материалов из камня, производство еды и туризм. В 1993 году жители города проголосовали за повторную организацию местного управления.

## География
Рио-Гранде-Сити находится в центральной части округа, его координаты: 29°19′06″ с. ш. 100°24′38″ з. д..
Согласно данным бюро переписи США, площадь города составляет около 29,4 км2, полностью занятых сушей.

### Климат
Согласно классификации климатов Кёппена, в Рио-Гранде-Сити преобладает семиаридный климат низких широт (Bsh).
| Показатель                                 | Янв.  | Фев. | Март | Апр. | Май  | Июнь | Июль | Авг. | Сен. | Окт. | Нояб. | Дек. | Год   |
| ------------------------------------------ | ----- | ---- | ---- | ---- | ---- | ---- | ---- | ---- | ---- | ---- | ----- | ---- | ----- |
| Абсолютный максимум, °C                    | 36,1  | 40   | 42,2 | 44,4 | 44,4 | 46,7 | 43,9 | 46,1 | 43,9 | 40   | 37,2  | 36,1 | 46,7  |
| Средний суточный максимум, °C              | 21    | 23   | 28   | 31   | 33   | 36   | 37   | 37   | 34   | 30   | 25    | 21   | 29    |
| Средняя температура, °C                    | 14    | 16   | 20   | 24   | 27   | 29   | 30   | 30   | 27   | 23   | 18    | 15   | 22    |
| Средний суточный минимум, °C               | 7     | 9    | 12   | 17   | 20   | 22   | 23   | 23   | 21   | 16   | 12    | 8    | 15    |
| Абсолютный минимум, °C                     | −12,2 | −9,4 | −3,9 | −1,1 | 6,7  | 11,7 | 15   | 15,6 | 7,2  | −1,7 | −5,6  | −9,4 | −12,2 |
| Норма осадков, мм                          | 24    | 23   | 21   | 31   | 60   | 58   | 35   | 49   | 92   | 46   | 24    | 21   | 484   |
| Источник: weatherbase.com, intellicast.com |       |      |      |      |      |      |      |      |      |      |       |      |       |

## Население
Согласно переписи населения 2010 года в городе проживало 13 834 человека, было 3861 домохозяйство и 3168 семей. Расовый состав города: 92,1 % — белые, 0,2 % — афроамериканцы, 0,3 % — 
коренные жители США, 0,8 % — азиаты, 0 % — жители Гавайев или Океании, 5,5 % — другие расы, 1,1 % — две и более расы. Число испаноязычных жителей любых рас составило 94,3 %.
Из 3861 домохозяйства, в 52,2 % живут дети младше 18 лет. 55,5 % домохозяйств представляли собой совместно проживающие супружеские пары (30,3 % с детьми младше 18 лет), в 20,5 % домохозяйств женщины проживали без мужей, в 6,1 % 
домохозяйств мужчины проживали без жён, 17,9 % домохозяйств не являлись семьями. В 16,5 % домохозяйств проживал только один человек, 7,8 % составляли одинокие пожилые люди (старше 65 лет). Средний размер домохозяйства составлял 3,38 человека. Средний размер семьи — 3,82 человека.
Население города по возрастному диапазону распределилось следующим образом: 34,3 % — жители младше 20 лет, 28,9 % находятся в возрасте от 20 до 39, 25,7 % — от 40 до 64, 11,2 % — 65 лет и старше. Средний возраст составляет 30,4 года.
Согласно данным опросов пяти лет с 2012 по 2016 годы, медианный доход домохозяйства в Рио-Гранде-Сити составляет 31 066 долларов США в год, медианный доход семьи — 40 204 доллара. Доход на душу населения в городе составляет 15 784 доллара. Около 29,9 % семей и 32,7 % населения находятся за чертой бедности. В том числе 46,4 % в возрасте до 18 лет и 25,5 % старше 65 лет.

## Местное управление
Управление городом осуществляется мэром и городской комиссией, состоящей из 4 человек.
Другими важными должностями, на которые происходит наём сотрудников, являются:
- Сити-менеджер
  - Заместитель сити-менеджера
- Городской секретарь
- Городской юрист
- Глава финансового департамента
- Шеф пожарной охраны
- Шеф полиции

## Инфраструктура и транспорт
Основными автомагистралями, проходящими через Рио-Гранде-Сити, являются:
- автомагистраль 83 США идёт с северо-запада от Запаты на юго-восток к Браунсвиллу.

В городе располагается муниципальный аэропорт Рио-Гранде-Сити. Аэропорт располагает одной взлётно-посадочной полосой длиной 1219 метров. Ближайшим аэропортом, выполняющим коммерческие рейсы, является международный аэропорт Мак-Аллен-Миллер. Аэропорт находится примерно в 65 километрах к востоку от Рио-Гранде-Сити.

## Образование
Город обслуживается консолидированным независимым школьным округом Рио-Гранде-Сити.

## Экономика
Согласно финансовому отчёту города за 2017-2018 финансовый год, Рио-Гранде-Сити владел активами на $57,88 млн, долговые обязательства города составляли $28,95 млн. Доходы города составили $16,75 млн, расходы города — $14,33 млн .

## Отдых и развлечения
В Рио-Гранде-Сити располагается ряд исторических зданий, в том числе восстановленный форт Ринголд, дом-музей Ла-Борд и реплика храма Богоматери Лурдской.